# Pterapogon mirifica
Pterapogon mirifica és una espècie de peix pertanyent a la família dels apogònids. Va ser descrita per primera vegada per G.F. Mees el 1966.
És un peix marí, associat als esculls costaners i de clima tropical. Es troba a l'Índic oriental: és un endemisme d'Austràlia. És inofensiu per als humans i de costums nocturns.